# オットー・リューガー

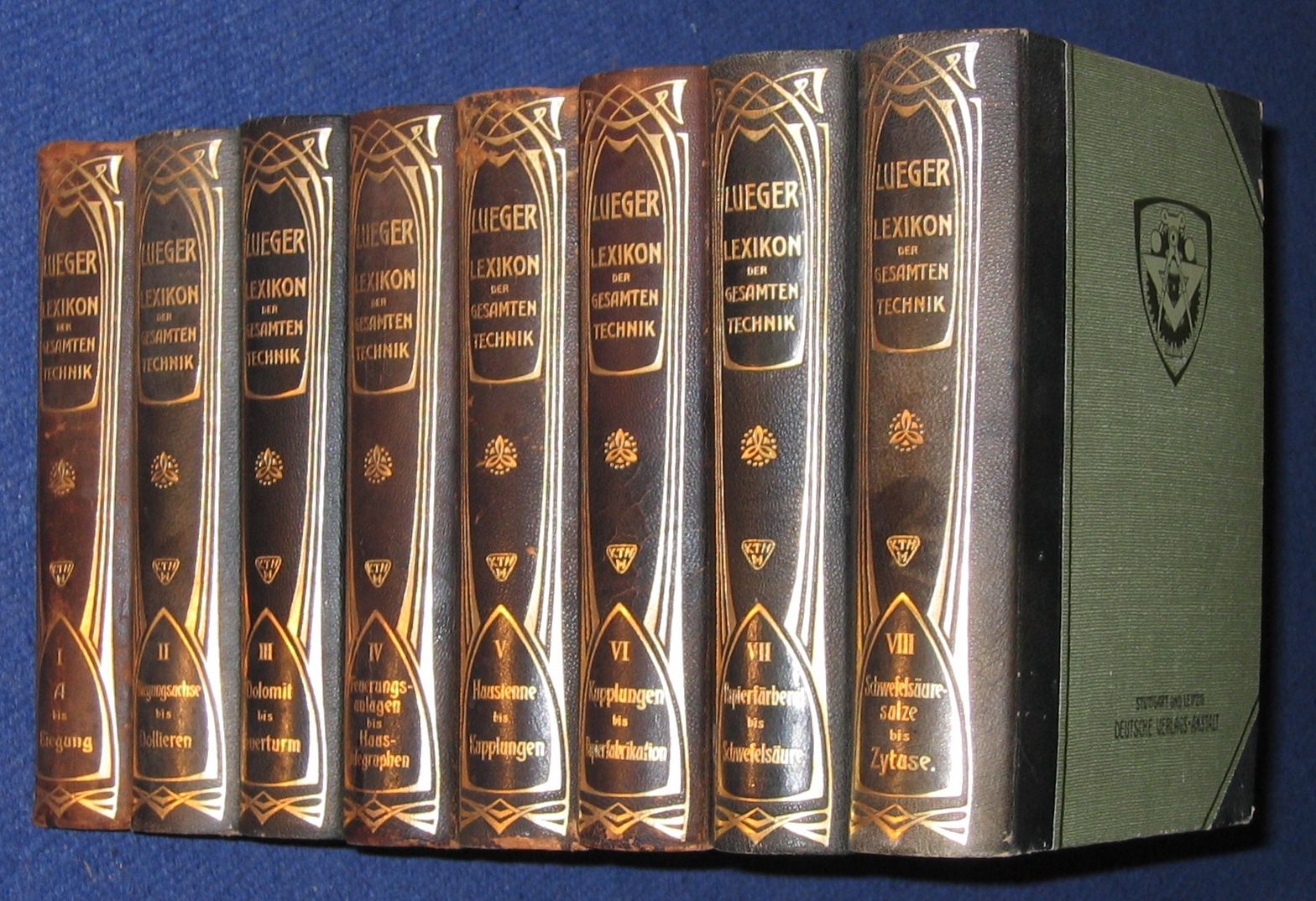
技術百科事典（第2版、1904年）

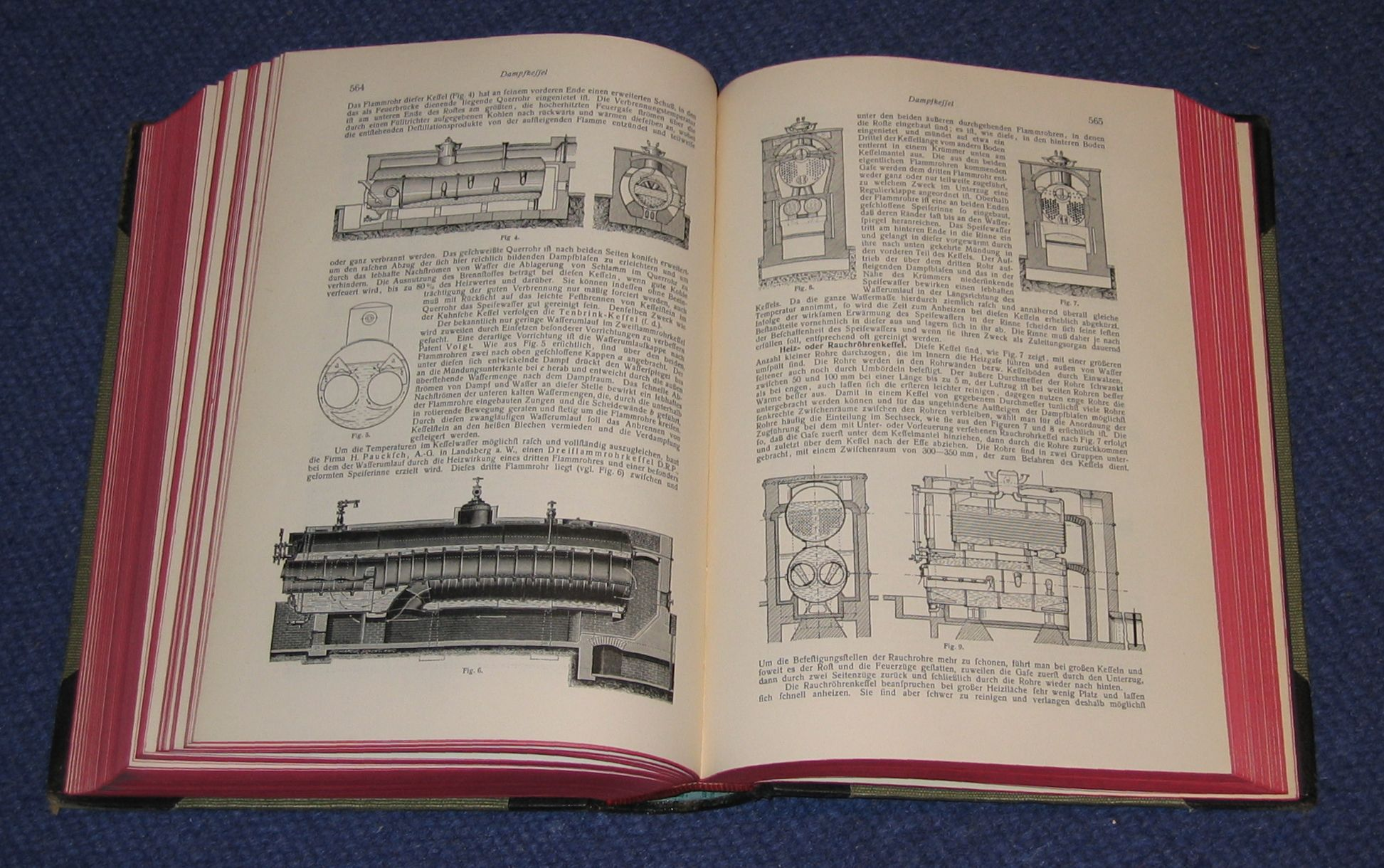
技術百科事典（第2版、1904年）の「スティームボイラー」項目

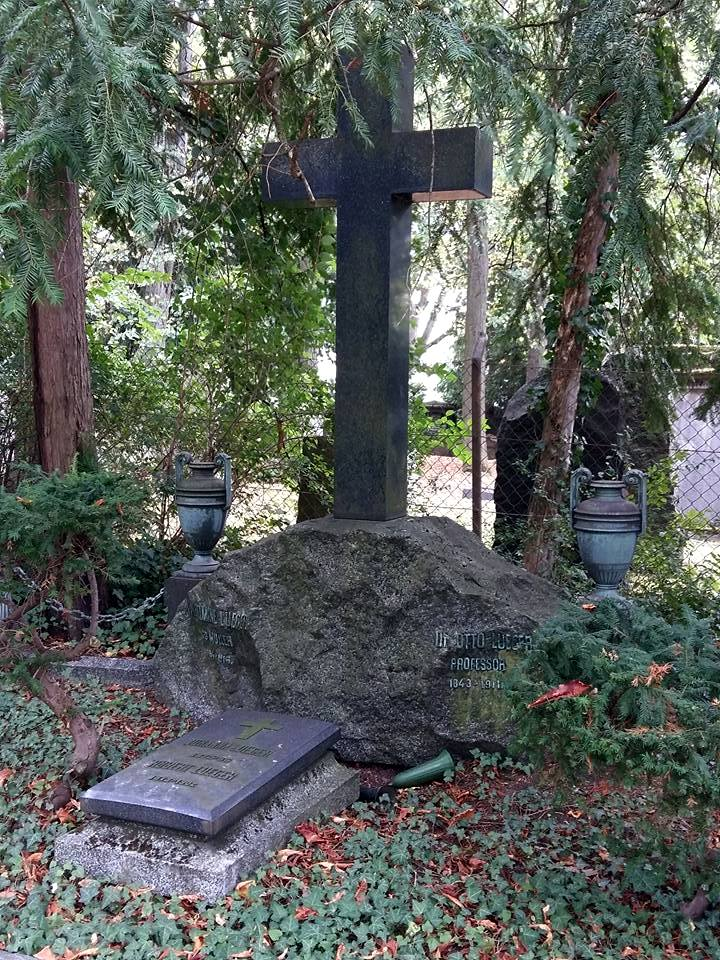
シュトゥットガルトのプラグフリートホーフにあるリューガーの墓

オットー・リューガー（独: Otto Lueger、1843年10月13日-1911年5月2日）はドイツの土木技術者、大学教授。『技術百科事典』の著者・編集者である。

## 生い立ち
ドイツのテンゲン生まれ。カールスルーエ工科大学で学び、学生団体「コルプ・サクソニア」のメンバーであった。その後、勉強のためにヨーロッパを旅した。

## 土木技術者として
1866年からカールスルーエの水道事業に、1871年からはフランクフルト・アム・マインの水道事業に携わる。1874年からはフランクフルト土木事務所を率い、後にフライブルク・イム・ブライスガウの土木事務所も率いた。
1878年からはシュトゥットガルトでフリーのエンジニアとして働き、バーデン・バーデン、フライブルク・イム・ブライスガウ、プフォルツハイム、ラーなどで主に水道施設を建設した。

## 大学の教授、技術百科事典を出版
1895年からシュトゥットガルト工科大学の助教授、1903年から水力工学の正教授となる。『技術百科事典（Lexikon der gesamten Technik）』の初代編集者である。
1911年5月2日にシュトゥットガルトで死去。シュトゥットガルトのプラグフリードホーフ墓地に埋葬されている。

## 受賞・受章・栄典
水供給の分野における科学的かつ実践的な功績が認められ、1894年にハレ・ヴィッテンベルク大学から名誉博士号を授与された。